# 宝蔵院 (鴻巣市)
宝蔵院（ほうぞういん）は、埼玉県鴻巣市にある真言宗豊山派の寺院。

## 歴史
創建年代は不明である。ただ口伝によれば、仁治年間（1240年 - 1243年）または宝治年間（1247年 - 1249年）であるという。当院の本尊は延命地蔵であり、宝治説の場合、「宝治」と「地蔵」が寺号の由来であるという。なお、当院には「宝治二年（1248年）」の板碑を所蔵している。
当院には、徳川家康の長女の加納姫の立像がある。なぜ縁も所縁もない当院に立像があるのかは不明である。

## 文化財
- 宝治二年板碑（鴻巣市指定有形文化財 昭和34年1月16日指定）[2]
- 伝加納姫木像（鴻巣市指定有形文化財 昭和34年1月16日指定）[2]

## 交通アクセス
- 吹上駅より徒歩20分。